# Pozières
 Pozières  es una población y comuna francesa, en la región de Picardía, departamento de Somme, en el distrito de Péronne y cantón de Albert.

## Enlaces externos

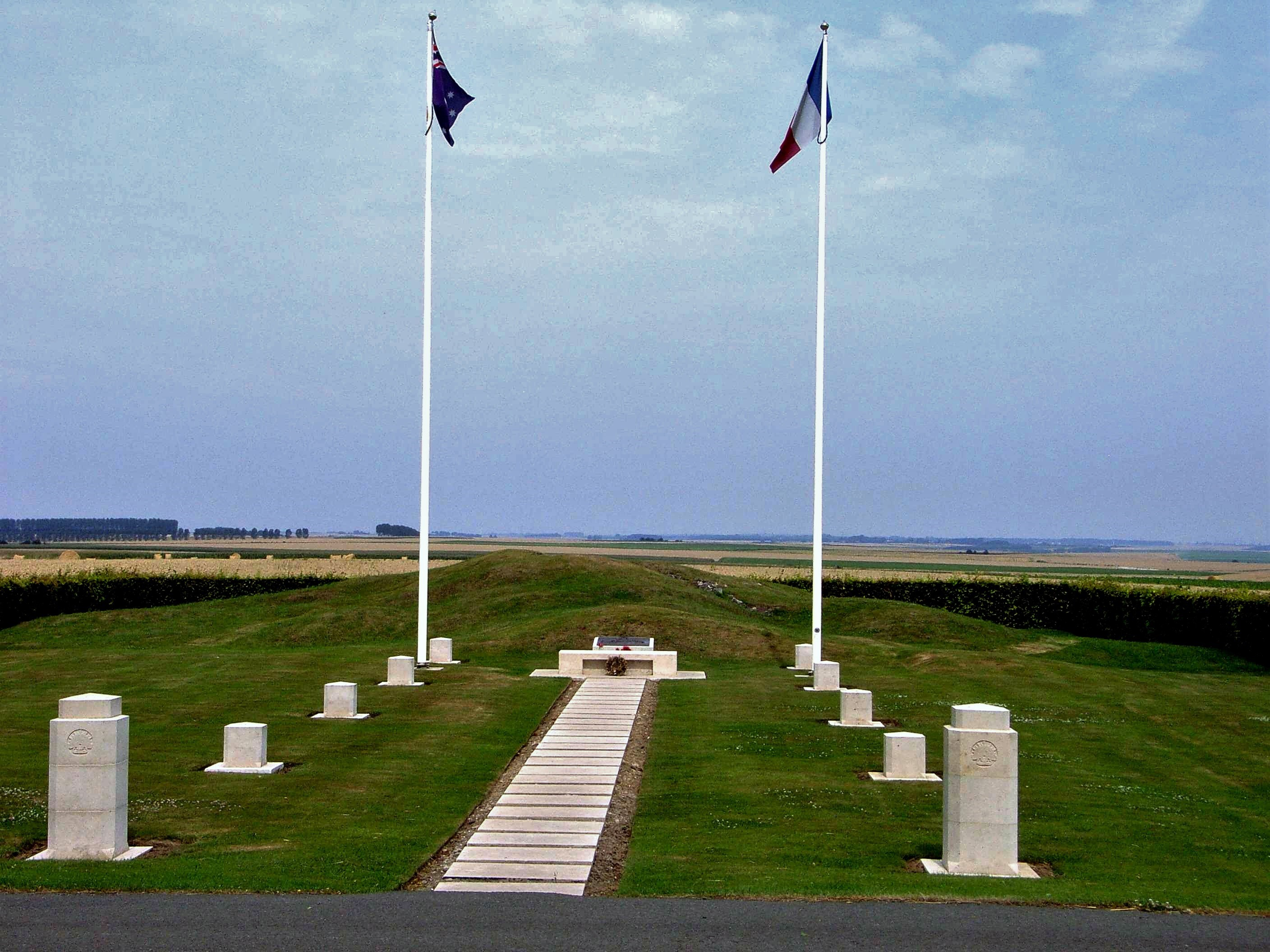
el Cerro del molino de viento

## Demografía
| 278 | 281 | 254 | 279 | 276 | 244 |
| Para los censos de 1962 a 1999 la población legal corresponde a la población sin duplicidades (Fuente: INSEE [Consultar]) |     |     |     |     |     |